# ОФК Слога Горње Црњелово
Омладински фудбалски клуб Слога је фудбалски клуб из Горњег Црњелова, Република Српска, БиХ, и члан је Прве лиге Републике Српске.

## Историја

### Оснивање
ОФК Слога основан је 1961.

## Успеси
- Првенство Републике Српске : друго место 2018/19.

## Навијачи
Навијачи фудбалског клуба Слога називају се „Бабароге“. Група је основана 2018.. године.